# Libertas Termini 1996-1997
La stagione 1996-1997 della Libertas Termini è stata la prima disputata in Serie A2 d'Eccellenza.
La società palermitana si è classificata al quarto posto in Poule Salvezza di A2 d'Eccellenza.

## Verdetti stagionali
Competizioni nazionali
- Serie A2 d'Eccellenza:

stagione regolare: 5º posto su 8 squadre (8-6);
Poule Salvezza: 4º posto su 8 squadre (7-7).

## Rosa
| Giocatrici |
| ---------- |

| N° | Naz.              | Ruolo | Sportivo             | Anno | Alt. |  |
| -- | ----------------- | ----- | -------------------- | ---- | ---- |  |
|    | Italia (bandiera) |       | Vacca                |      |      |  |
|    | Italia (bandiera) | G     | Mara Buzzanca        | 1976 | 170  |  |
|    | Italia (bandiera) |       | Muffoletto           |      |      |  |
|    | Italia (bandiera) | PG    | Eleonora Magaddino   | 1975 | 168  |  |
|    | Italia (bandiera) |       | Torre                |      |      |  |
|    | Italia (bandiera) | G     | Patrizia Scannaliato | 1972 | 170  |  |
|    | Italia (bandiera) |       | Indorante            |      |      |  |
|    | Italia (bandiera) | G     | Tatiana Pagano       | 1973 | 175  |  |
|    | Italia (bandiera) | P     | Giusy Augetto        | 1980 | 165  |  |

| Staff tecnico                 |
| ----------------------------- |
| Allenatore: Francesco Scimeca |